# Андрієвська (Верховазький район)
Андрі́євська (рос. Андреевская) — присілок у складі Верховазького району Вологодської області, Росія. Входить до складу Нижньо-Вазького сільського поселення.

## Населення
Населення — 4 особи (2010; 11 у 2002).
Національний склад (станом на 2002 рік):
- росіяни — 100 %